# Цинциннаті (Айова)
Цинциннаті (англ. Cincinnati) — місто (англ. city) в США, в окрузі Аппанус штату Айова. Населення — 290 осіб (2020).

## Географія
Цинциннаті розташоване за координатами 40°37′51″ пн. ш. 92°55′20″ зх. д. / 40.63083° пн. ш. 92.92222° зх. д. (40.630949, -92.922229).  За даними Бюро перепису населення США в 2010 році місто мало площу 4,52 км², уся площа — суходіл.

## Демографія
Згідно з переписом 2010 року, у місті мешкало 357 осіб у 159 домогосподарствах у складі 98 родин. Густота населення становила 79 осіб/км².  Було 184 помешкання (41/км²).
Расовий склад населення:
| - 97,5 % — білих - 0,3 % — азіатів |

До двох чи більше рас належало 2,2 %. Частка іспаномовних становила 1,1 % від усіх жителів.
За віковим діапазоном населення розподілялося таким чином: 19,9 % — особи молодші 18 років, 60,8 % — особи у віці 18—64 років, 19,3 % — особи у віці 65 років та старші. Медіана віку мешканця становила 44,4 року. На 100 осіб жіночої статі у місті припадало 100,6 чоловіків;  на 100 жінок у віці від 18 років та старших — 101,4 чоловіків також старших 18 років.
Середній дохід на одне домашнє господарство  становив 42 549 доларів США (медіана — 33 500), а середній дохід на одну сім'ю — 54 460 доларів (медіана — 52 679). Медіана доходів становила 36 875 доларів для чоловіків та 33 750 доларів для жінок. За межею бідності перебувало 14,6 % осіб, у тому числі 25,0 % дітей у віці до 18 років та 21,6 % осіб у віці 65 років та старших.
Цивільне працевлаштоване населення становило 156 осіб. Основні галузі зайнятості: виробництво — 21,2 %, освіта, охорона здоров'я та соціальна допомога — 17,3 %, роздрібна торгівля — 10,9 %, сільське господарство, лісництво, риболовля — 10,9 %.